# Pedro Pascual Villamor
Pedro Pascual Villamor (Barcelona, c. 1889-Ibíd., 10 de marzo de 1918) fue un periodista español. 
Educado en las Escuelas de la Asociación de Católicos, fue jefe de redacción de El Correo Catalán y posteriormente director del semanario jaimista radical La Trinchera. Debido a la rudeza de sus ataques a la izquierda y el separatismo, este semanario alcanzaría popularidad no solo entre los carlistas, sino también entre los derechistas en general. Pascual Villamor colaboró asimismo con El Correo Español, para el que escribió crónicas barcelonesas. En 1916 Domingo Cirici Ventalló lo citó como uno de los periodistas carlistas más notables.
Activo militante carlista, era el alma de la Federación Regional de las Juventudes Tradicionalistas. En el momento de su fallecimiento, cuando contaba con 28 años de edad, estaba empleado en las oficinas de la Exposición de Industrias Eléctricas. Su muerte fue muy sentida por los jaimistas. Fue enterrado en el Cementerio del Este.